# Машинска индустрија
Машинска индустрија (или машиноградња) је једна од најважнијих грана индустрије. Бави се производњом машина, уређаја, алата, апарата, производа намењених употреби у домаћинству и сл. Чак 90% производње машинске индустрије отпада на следеће земље: САД, Русија, Јапан, Немачка, Велика Британија, Француска, Италија, Шведска и Канада.

## Подела машинске индустрије
Машинска индустрија се може поделити на следећи начин:
- Индустрија саобраћајних средстава

(Аутомобилска индустрија, Аеронаутичка индустрија, Бродоградња, Индустрија шинских возила, Авионска индустрија)
- Индустрија пољопривредних машина
- Индустрија алата
- Електротехничка индустрија
- Електронска индустрија
- Индустрија грађевинских машина